# Дитрих Луф фон Долендорф
Дитрих Луф фон Долендорф (на немски: Dietrich Luf von Dollendorf; † сл. 1345/сл. 1375) е благородник от Долендорф в Бланкенхайм в Айфел в Северен Рейн-Вестфалия, господар на Гладбах и Кроненбург. Споменат е през 1341 г.
Той е син на рицар Дитрих Луф фон Долендорф, господар на Гладбах и Кроненбург († пр. 1332). Внук е на Герлах II фон Долендорф, господар на Долендорф и Кроненбург († пр. 1325) и съпругата му графиня Рихардис Луф фон Клеве († сл. 1326), дъщеря на граф Дитрих Луф фон Клеве-Саарбрюкен († 1277) и Лаурета фон Саарбрюкен († 1270).
Правнук е на Герлах I фон Долендорф († 1264) и Мехтилд фон Изенбург.
Фамилията му живее до средата на 15 век в замък Долендорф, днес част от Бланкенхайм.
Родът измира по мъжка линия през средата на 15 век. Замъкът и господството отиват чрез женитби първо на Готхард фон Бранденбург, след това на Симон фон Финстинген и през 1467 г. на Андреас фон Харакурт и след 1536 г. на графовете фон Мандершайд-Кайл.

## Фамилия
Дитрих Луф фон Долендорф се жени за Агнес фон Хайнсберг († 1370/пр. 1377), дъщеря на Йохан I фон Хайнсберг († сл. 1306) от род Спанхайми, взема името „фон Льовенбург“, и Гизела фон Боланден-Фалкенщайн-Мюнценберг († 1280), дъщеря на Вернер I фон Фалкенщайн († 1298/1300) и Матилда фон Диц († 1288). Те имат децата:
- Валрам фон Долендорф, каноник в „Св. Гереон“ в Кьолн
- Рихардис фон Долендорф († 15 септември 1402), омъжена пр. 8 март 1360 г. за Волтер IV Щеке († 27 май 1394)
- Дитрих фон Долендорф († 1403), женен за Ирмгард фон Еферлинген, наследничка на Еферлинген († пр. 1425); имат дъщеря и син:
  - Катарина фон Долендорф († сл. 13 август 1454), наследничка на Долендорф, омъжена пр. 20 юни 1429 г. за Годарт/Готхард I фон Бранденбург († сл. 23 юли 1457), господар на Майзенбург, Бранденбург и Долендорф; имат дъщеря
  - Йохан фон Долендорф († 3 октомври 1431), господар на Долендорф и Еферлинген, женен сл. 1420 г. за Катарина фон Крихинген († 9 януари 1448); бездетен